# Ad Caeli Reginam

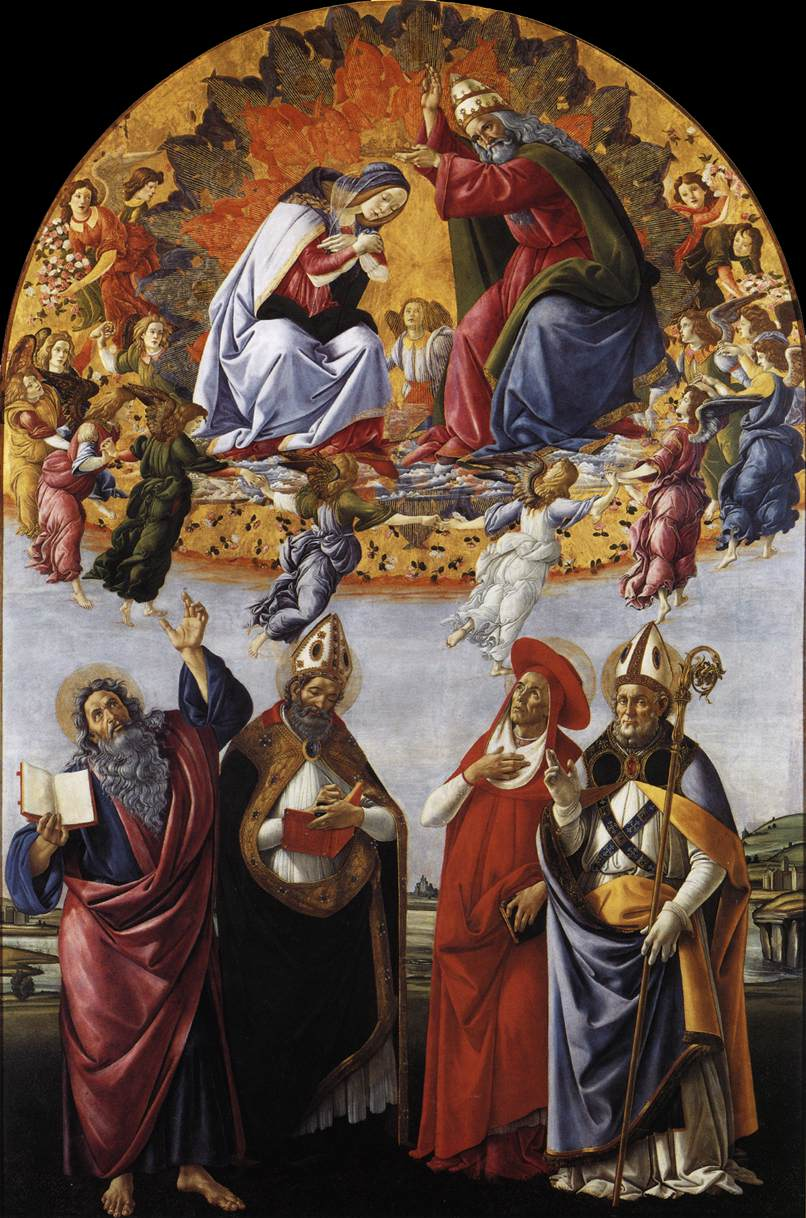
Botticelli,la coronación de la Virgen

Ad Caeli Reginam es una encíclica del Papa Pío XII, dada en Roma, en la fiesta de la Maternidad de la Santísima Virgen María, el día 11 de octubre de 1954, en el decimosexto año de su pontificado. La encíclica es un elemento importante de la mariología de Pío XII. Se estableció la fiesta de María Reina de los Cielos.

## Las enseñanzas básicas
Asunta a los cielos, María está con Jesucristo, su divino hijo. Con la encíclica, el Papa Pío XII instituye la fiesta de María Reina. María debe ser llamada Reina, no solo por su divina maternidad de Jesucristo, su único hijo, sino también porque Dios ha querido que ella tenga un papel excepcional en la obra de nuestra eterna salvación. La encíclica afirma que Cristo, porque él nos ha redimido, es nuestro Señor y Rey, por lo que la Santísima Virgen también (es nuestra reina), debido a la manera única en la que ella asistió en nuestra redención, por la entrega de su propia sustancia, por lo que se ofrece libremente por nosotros, por el interés activo.
María fue elegida como Madre de Cristo con el fin de que pudiera convertirse en una colaboradora en la redención de la raza humana, como Cristo, el nuevo Adán, se debe llamar rey no sólo porque es el hijo de Dios, sino también porque él es nuestro Redentor, por lo que, análogamente, la Santísima Virgen María es Reina no sólo porque es Madre de Dios, sino también porque, es la nueva Eva, que se asoció con el nuevo Adán.